# Цзисяо синьшу

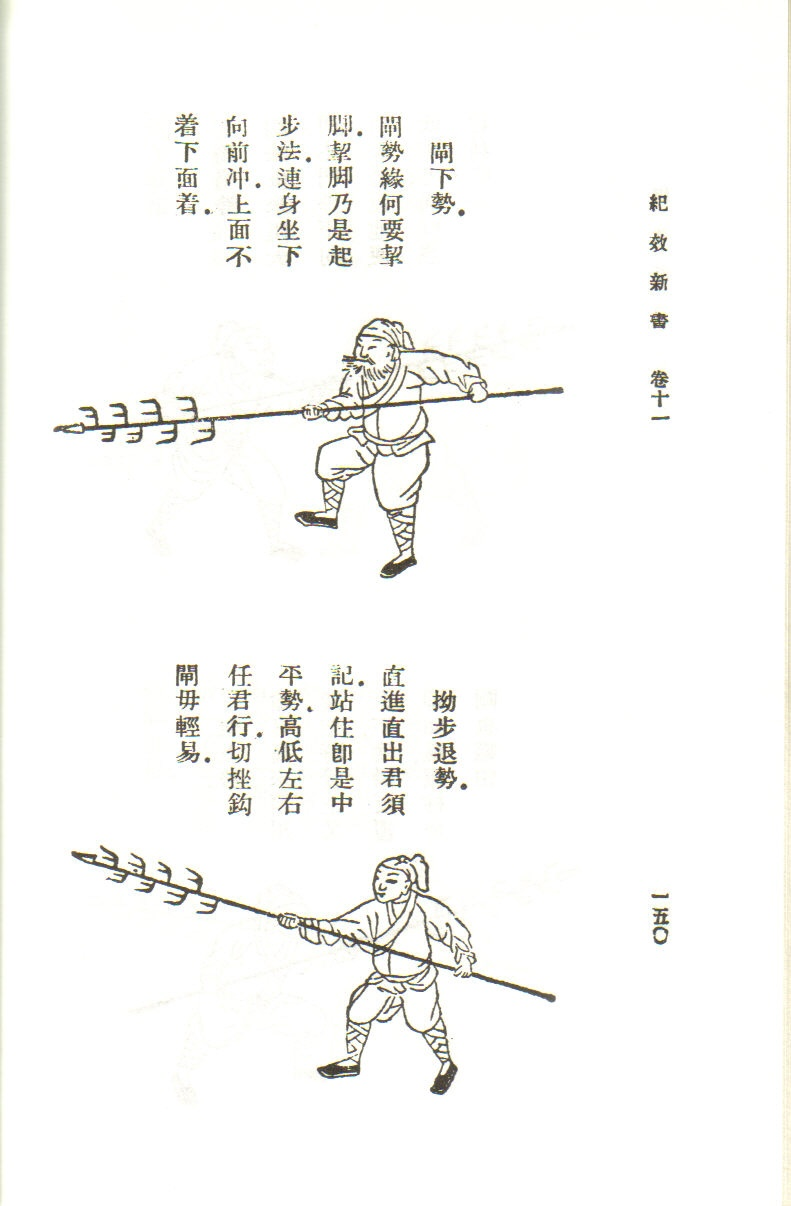
Гравюра из трактата, иллюстрирующая работу с лансянь.

Цзисяо синьшу (кит. упр. 紀效新書, пиньинь jì xiào xīn shū, буквально: «новая книга записей о достижениях») — китайский военный трактат эпохи Мин, составленный Ци Цзигуаном.

## История
Первое издание Цзисяо синьшу датируется 1560—1561 годами и содержит 18 глав. Более позднее, переработанное и дополненное издание, опубликованное в 1584 году, содержало 14 глав. Трактат оказал существенное влияние на развитие военной мысли в государствах Восточной Азии. По его образцу в 1598 году был составлен корейский трактат Муе чебо (кор. 무예제보). Трактат был популярен и в Японии, под его влиянием в XVI веке Ямамото Канасукэ составил труд по стратегии Хэйхо Хидэнсё.

## Содержание
В трактате рассмотрены разнообразные аспекты ведения военных действий, в том числе вопросы стратегии, методы работы с оружием и безоружной борьбы. Согласно тексту, хотя навыки рукопашного боя на поле битвы малополезны, обучение ему солдат позволяет дать им важную базовую подготовку. Также приведены стандарты по изготовлению оружия, в том числе — ковке клинков.
В труде рассмотрена система построения, в которой основной боевой единицей является отряд из 12 человек, роль каждого из которых чётко определена.
- 1 командир отряда, со знаменем (кит. 队长). Если командир погибал в сражении, следовало казнить весь отряд.
- 2 бойца с саблями и круглыми плетёными щитами (кит. 盾牌手). В их задачи входила защита копейщиков.
- 2 бойца с оружием лансянь («волчья» или «волчезубая метла») (кит. 狼 筅 手). Должны были прикрывать щитников.
- 4 бойца с длинными пиками (кит. 长枪手). Должны были атаковать противника, прикрывая бойцов с лансянь.
- 2 бойца с трезубцами и мечами (кит. 短兵手). Выполняли роль резерва.
- 1 повар-кошевой (кит. 负责伙食的火兵).